# Fábio Cecílio
Fábio Miguel Valadares Cecílio (Barcos, Tabuaço, 30 de abril de 1993), mais conhecido como Fábio Cecílio, é um jogador de futsal português que joga na posição de Fixo/Ala, porém, tem jogado como pivot nos últimos jogos o que o torna Universal. Atualmente joga no Sporting Clube de Braga/AAUM.   
Conta com várias presenças nas convocatórias do selecionador nacional, tendo já mais de 50 internacionalizações.

## Carreira
A sua carreira iniciou-se na Associação Juvenil Abel Botelho de Tabuaço (AJAB) em 2012. Passou pelo escalão de Juvenil e Sénior.
Em 2013 foi chamado para representar o Braga onde permaneceu nos seguintes 2 anos até ser vendido ao Benfica.
A 31 de julho de 2015, foi apresentado como reforço do Benfica.
A 10 de fevereiro de 2018, foi agraciado com o grau de Comendador da Ordem do Mérito. A 4 de outubro de 2021, foi agraciado com o grau de Comendador da Ordem do Infante D. Henrique.